# La Maison jaune (film, 2008)
Pour les articles homonymes, voir Maison jaune.
Pour plus de détails, voir Fiche technique et Distribution.
La Maison jaune est un film franco-algérien réalisé et interprété par Amor Hakkar sorti en 2008.

## Synopsis
Alya, une jeune fille de douze ans, bêche un lopin de terre aride.
Une voiture de gendarmerie s'approche. L'un des gendarmes lui remet une lettre et l'informe que son frère aîné qui effectuait son service militaire dans la gendarmerie, est mort dans un accident.
Au guidon de son tricycle à moteur, sans attendre et bravant tous les interdits, Mouloud, le père, paysan modeste des Aurès, récupère le corps de son fils.
Fatima, la mère, est plongée dans une immense tristesse.
Le paysan obstiné sait que dans les Aurés, renoncer c’est mourir un peu.
Ce père, très affecté et aidé de sa fille Alya, parviendra-t-il à redonner le sourire à sa femme et aux siens ?

## Fiche technique
- Titre : La Maison jaune
- Réalisation : Amor Hakkar
- Scénario : Amor Hakkar
- Production : Céline Brotons
- Société de production : Sarah Films
- Photographie : Nicolas Roche
- Son : Benoit Ouvrard
- Montage : Lyonnel Garnier et Amor Hakkar
- Décors : Karim Nezzar
- Pays d'origine :  Algérie -  France
- Format : couleur - 1,66:1 - Dolby Digital - 35 mm
- Durée : 84 minutes
- Distributeur : K-Films Amérique (Québec)
- Date de sortie : 5 mars 2008 (France), 8 mars 2008 (Québec)

## Distribution
- Aya Hamdi : Aya
- Amor Hakkar : Mouloud (le père)
- Tounés Ait Ali : Fatima (la mère)

## Distinctions
- Festival international du film de Locarno (Suisse, 2007)
  - Prix Œcuménique
  - Prix Don Quijote
  - 3e Prix du Jury des Jeunes
- Mostra de Valence du cinéma méditerranéen (Espagne, 2007)
  - Meilleur film
  - Meilleure musique
- Panorama Alger (Algérie, 2007)
  - Meilleur film
- Festival Cinéma Méditerranéen Montpellier (France, 2007)
  - Prix du soutien technique GTC
- Festival International du film de montagne d'Autrans (France, 2007)
  - Prix d'encouragement technique
- Festival Espoir en 35mm de Mulhouse (France, 2008)
  - Prix du Public
- Festival international du film de Tiburon (USA, 2008)
  - Meilleur film
- 18e Festival Cinema Africano Asia America Latina de Milan (Italie, 2008)
  - Meilleur film africain
- Napoli Film Festival (Italie, 2008)
  - Meilleur film
- Festival mediteranskog filma de Split (Croatie, 2008)
  - Prix du jury
- OSIANS New-Delhi (Inde, 2008)
  - Meilleur acteur
- International Film Festival "Noha's Ark" de Grozny (Tchétchénie, 2008)
  - Meilleur film
  - Meilleur scénario
- Festival der Neue Heimat Film de Freistadt (Autriche, 2008)
  - Meilleur film
- 8e Arab Film Festival Rotterdam (Pays-Bas, 2008)
  - Meilleur film